# Норман Брідвелл
Норман Рей Брідвелл (англ. Norman Ray Bridwell; 15 лютого 1928, Кокомо, Індіана — 12 грудня 2014, Оук-Блаффс, Массачусетс) — американський письменник й ілюстратор, знаний як автор серії книг «Великий червоний пес Кліффорд».

## Біографія
Народився 15 лютого 1928 року у Кокомо, штат Індіана, в сім'ї домогосподарки Леони та робітника фабрики Верна Брідвеллів. У дитинстві Брідвелл часто малював, проте ніколи не вважав себе вправним художником. У роки навчання у школі Кокомо у 1940-х роках, він вважав, що на його уроках мистецтва та письма завжди є учні, кращі за нього. Проте, після закінчення середньої школи 1945 року продовжив вивчати мистецтво в Школі мистецтв імені Джона Геррона при Університеті Індіани — Університеті Пердью в Індіанаполісі та Cooper Union у Нью-Йорку.

## Кар'єра

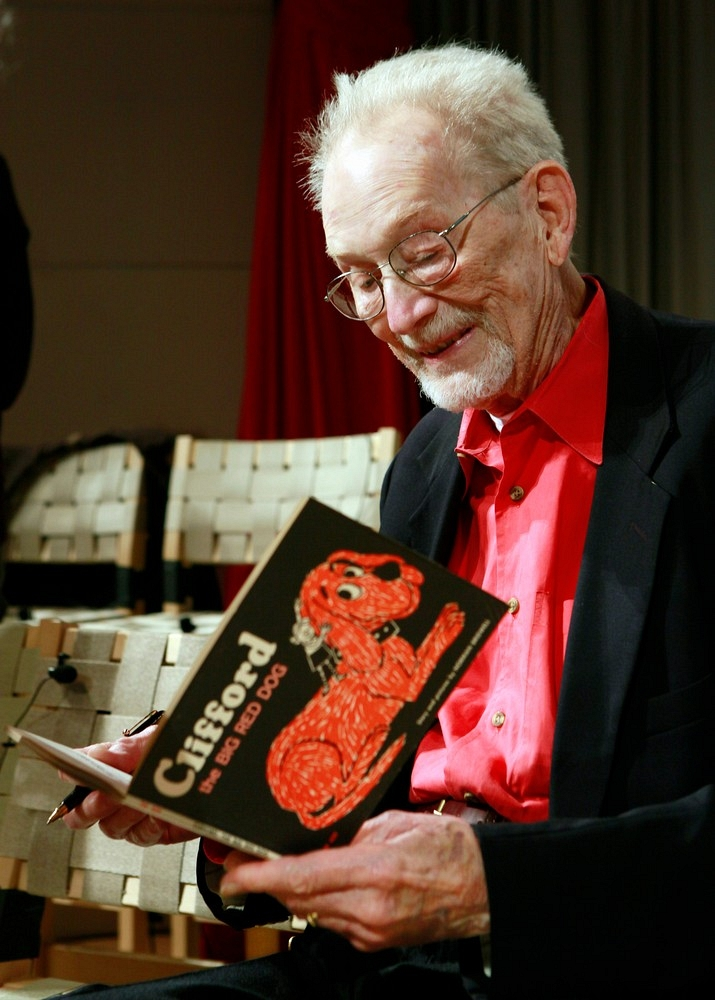
Брідвелл тримає примірник першої книги про «Великого червоного пса Кліффорда», 2011 рік.

Мистецьку кар'єру розпочав як позаштатний комерційний художник у Нью-Йорку, проте цього було замало, щоб оплачувати рахунки й утримувати дружину з маленькою донькою. Задля додаткового заробітку 1962 року Брідвелл оформив портфоліо та спробував влаштуватися на роботу ілюстратором дитячих книг, але отримав близько 15 відмов від видавництв. Під час роботи в Harper&Row один редактор, вважаючи, що роботи Брідвелла недостатньо гарні для окремого продажу, запропонував перетворити один зі своїх малюнків на оповідання. Редактор вибрав роботу з зображенням дівчини та бладгаунда розміром з коня, яку і перетвворили на історію «Великий червоний пес Кліффорд». Перша книга про Кліффорда вийшла друком 1963 року і стала основою для понад 75 книг про цього собаку (не всі написані Брідвеллом), трьох анімаційних телесеріалів, сувенірної продукції, мюзиклу наживо й ігрового фільму. Кліффорд є офіційним талісманом Scholastic, видавця серії.
«The Witch Next Door», вперше опублікована 1965 року, — це ще одна успішна книга, написана та проілюстрована Брідвеллом. Автор надав редактору «The Witch Next Door» разом із новим примірником «Кліффорда». Нова концепція книги та малюнки зібрали лише напередодні зустрічі. Порти це, «The Witch Next Door» стала однією з найпопулярніших книг Брідвелла, і складається з серії з шести книг, побудованих навколо Відьми.
Серед інших дитячих книг Брідвелла — «The Zany Zoo» (1963), «What Do They Do When It Rains» (1969), «How to Care for Your Monster» (1970) та «A Tiny Family» (1974). Наклад його книг перевищує 126 мільйонів примірників і перекладені 13 мовами.

## Особисте життя
13 червня 1958 року одружився зі своєю дружиною Нормою Еллен Говард після трьох років стосунків. Їх познайомив спільний колега, який подумав, що вони ідеально підійдуть одне одному, помітивши їхню численну схожість: обидва були комерційними художниками, були з Індіани і мали схожі імена. Молодята провели медовий місяць на Мартас-Він'ярд. Потім вони ще кілька разів відпочивали і зрештою оселилися там. У пари народилися дочка Емілі Елізабет Мерц та син Тім. На момент смерті Брідвелла у них було троє онуків.
З 1969 року і до смерті Нормана 2014 року Брідвелли проживали в Едгартауні, штат Массачусетс, на Мартас-Він'ярд.

## Смерть
Помер у лікарні в Оук-Блаффсі 12 грудня 2014 року у 86 років від раку простат. За словами дружини, Норми, за три тижні до смерті він впав вдома і його ушпиталили. Похорон відбувся у федеративній церкві в Едгартауні. Його кремували, а прах передали його синові Тіму.